# Плейнв'ю (Арканзас)
Плейнв'ю (англ. Plainview) — місто (англ. city) в США, в окрузі Єлл штату Арканзас. Населення — 467 осіб (2020).

## Географія
Плейнв'ю розташований на висоті 129 метрів над рівнем моря за координатами 34°59′23″ пн. ш. 93°17′53″ зх. д. / 34.98972° пн. ш. 93.29806° зх. д. (34.989845, -93.298056).  За даними Бюро перепису населення США в 2010 році місто мало площу 3,73 км², уся площа — суходіл.

## Демографія
Згідно з переписом 2010 року, у місті мешкало 608 осіб у 251 домогосподарстві у складі 165 родин. Густота населення становила 163 особи/км².  Було 317 помешкань (85/км²). 
Расовий склад населення:
| - 98,4 % — білих - 1,0 % — корінних американців |

До двох чи більше рас належало 0,3 %. Іспаномовні складали 1,3 % від усіх жителів.
За віковим діапазоном населення розподілялося таким чином: 23,8 % — особи молодші 18 років, 57,1 % — особи у віці 18—64 років, 19,1 % — особи у віці 65 років та старші. Медіана віку мешканця становила 40,1 року. На 100 осіб жіночої статі у місті припадало 93,0 чоловіків;  на 100 жінок у віці від 18 років та старших — 85,9 чоловіків також старших 18 років.
Середній дохід на одне домашнє господарство  становив 52 622 долари США (медіана — 49 821), а середній дохід на одну сім'ю — 59 594 долари (медіана — 56 750). За межею бідності перебувало 6,0 % осіб, у тому числі 3,8 % дітей у віці до 18 років та 0,9 % осіб у віці 65 років та старших.
Цивільне працевлаштоване населення становило 166 осіб. Основні галузі зайнятості: освіта, охорона здоров'я та соціальна допомога — 28,3 %, виробництво — 18,1 %, роздрібна торгівля — 10,2 %, будівництво — 7,8 %.
За даними перепису населення 2000 року в Плейнв'ю проживало 755 осіб, 212 сімей, налічувалося 287 домашніх господарств і 347 житлових будинків. Середня густота населення становила близько 204 осіб на один квадратний кілометр. Расовий склад Плейнв'ю за даними перепису розподілився таким чином: 92,85 % білих, 0,13 % — чорних або афроамериканців, 0,53 % — корінних американців, 0,13 % — представників змішаних рас, 6,36 % — інших народів. Іспаномовні склали 6,36 % від усіх жителів міста.
З 287 домашніх господарств в 34,8 % — виховували дітей віком до 18 років, 56,8 % представляли собою подружні пари, які спільно проживали, в 10,1 % сімей жінки проживали без чоловіків, 26,1 % не мали сімей. 24,4 % від загального числа сімей на момент перепису жили самостійно, при цьому 13,6 % склали самотні літні люди у віці 65 років та старше. Середній розмір домашнього господарства склав 2,63 особи, а середній розмір родини — 3,06 особи.
Населення міста за віковим діапазоном за даними перепису 2000 року розподілилося таким чином: 28,2 % — жителі молодше 18 років, 10,3 % — між 18 і 24 роками, 26,4 % — від 25 до 44 років, 17,1 % — від 45 до 64 років і 18,0 % — у віці 65 років та старше. Середній вік мешканця склав 34 роки. На кожні 100 жінок в Плейнв'ю припадало 97,6 чоловіків, у віці від 18 років та старше — 97,8 чоловіків також старше 18 років.
Середній дохід на одне домашнє господарство в місті склав 26 583 долара США, а середній дохід на одну сім'ю — 30 500 доларів. При цьому чоловіки мали середній дохід в 19 444 долара США на рік проти 20 000 доларів середньорічного доходу у жінок. Дохід на душу населення в місті склав 16 247 доларів на рік. 7,5 % від усього числа сімей в окрузі і 14,3 % від усієї чисельності населення перебувало на момент перепису населення за межею бідності, при цьому 19,1 % з них були молодші 18 років і 10,7 % — у віці 65 років та старше.